# 小行星5968
小行星5968（英語：5968 Trauger）是一颗围绕太阳公转的小行星。1991年3月17日，埃莉諾·赫琳在帕洛马山发现了此天体。
这颗小行星的绝对星等为335.2985129213243等。